# Toni Donadio
Toni Donadio (* 3. April 1956 in Rocca Imperiale) ist ein italienischer Musiker (Gitarre, Komposition) und Musikveranstalter, der in der Schweiz tätig ist.

## Leben und Wirken
Seit den 1960er Jahren lebt Donadio, der aus einer Musikerfamilie stammt, in der Region Baden AG. Ab 1964 erhielt er Gitarren- und Musikunterricht bei seinem Onkel, dem Gitarristen und Sänger Armando Buongiorno, mit dem er ab 1967 im Duo auftrat. 
Nach dem Handelsdiplom 1971 studierte er am Konservatorium Zürich bei Spiro Thomatos klassische Gitarre. 1976 trat er mit dem «Dodi Schuhmacher – Luigi Milani Sextett» auf. Im «Duo Donadio» arbeitete er mit seiner Schwester, der Sängerin Pina Simmons. Mit ihr und Urs Blöchlinger bildete er 1979 das «T. U. P. Trio». 1982 konzertierte er mit Häns’che Weiss und tourte als Mitglied des «Zürcher String Jazz Quartet» mit Harald Haerter, Marco Raoult, Urs Wäckerli und Roger Rathgeb, später mit Corin Curschellas, Herbie Kopf, Bruno Spoerri und Harald Haerter.
1989 bildete Donadio mit dem Gitarristen Nic Niedermann das Duo «Tonic Strings», das sich auf Gypsy-Jazz, Latin und Weltmusik fokussierte, bei den Leipziger Jazztagen, den Ingolstädter Jazztagen und beim Festival «Toscana delle culture» auftrat, mehrere Alben veröffentlichte und regelmäßig auftrat. Nach mehreren Studienreisen präsentierte Donadio 2004 in mehreren Konzerten sein Projekt «Tzigan» mit prominenten Musikern der Roma.
Mit seiner Frau Madlen leitete er von 2006 bis zum Jahr 2020 das Musik-Restaurant «Prima Vista» in Baden, in dem Musiker wie Christina Jaccard, die «Wynavalley Oldtime Jazzband», AZton, Häns’che Weiss, aber auch sein «Donadio Family Ensemble» auftraten. Die Sängerin Dalia Donadio ist seine Tochter.